# Malpighia
Genre
Classification APG II (2003)
Malpighia est un genre de plantes à fleurs de la famille des Malpighiacées qui compte environ 10 espèces répandues principalement en Amérique centrale et Amérique du Sud.
Parmi elles, on peut citer l'acérola (Malpighia glabra), un petit arbre au port buissonnant cultivé pour ses fruits comestibles appelées "cerises de la Barbade" et qui sont très riches en vitamine C.
C'est Carl von Linné qui a donné le nom de Marcello Malpighi à ce genre afin d'honorer ce grand biologiste du XVIIe siècle.

## Espèces
- Malpighia coccigera L.
- Malpighia cubensis Kunth
- Malpighia emarginata DC. - L'acérola (anciennement nommé Malpighia punicifolia L.)
- Malpighia fucata Ker Gawl.
- Malpighia glabra L. - L'acérola (anciennement nommé Malpighia punicifolia L.)
- Malpighia martinicensis
- Malpighia mexicana A. Juss.
- Malpighia polytricha A. Juss.
- Malpighia setosa
- Malpighia suberosa Small
- Malpighia urens L.